# Wenthdorf
Wenthdorf ist eine Wüstung bei Osterhausen in Sachsen-Anhalt.

## Lage
Südlich von (Groß-)Osterhausen, noch deutlich über Einsdorf führt eine Stelle den Namen „die höfe beim Windhügel“.

## Geschichte
Erstmals erwähnt wurde Wenthdorf im Hersfelder Zehntverzeichnis als zehntpflichtiger Ort „Uuinidorpf“.
In einer Urkunde aus dem Jahre 1314, welche dem Klosters Kaltenborn die Zehntberechtigung bestätigt, wird Wenthdorf, wie es heute geschrieben wird,
neben Kokenburgk, Einsdorf, Ludersdorf und Osterhausen ein letztes Mal als Winidodorf erwähnt.